# Zenn Motor Company

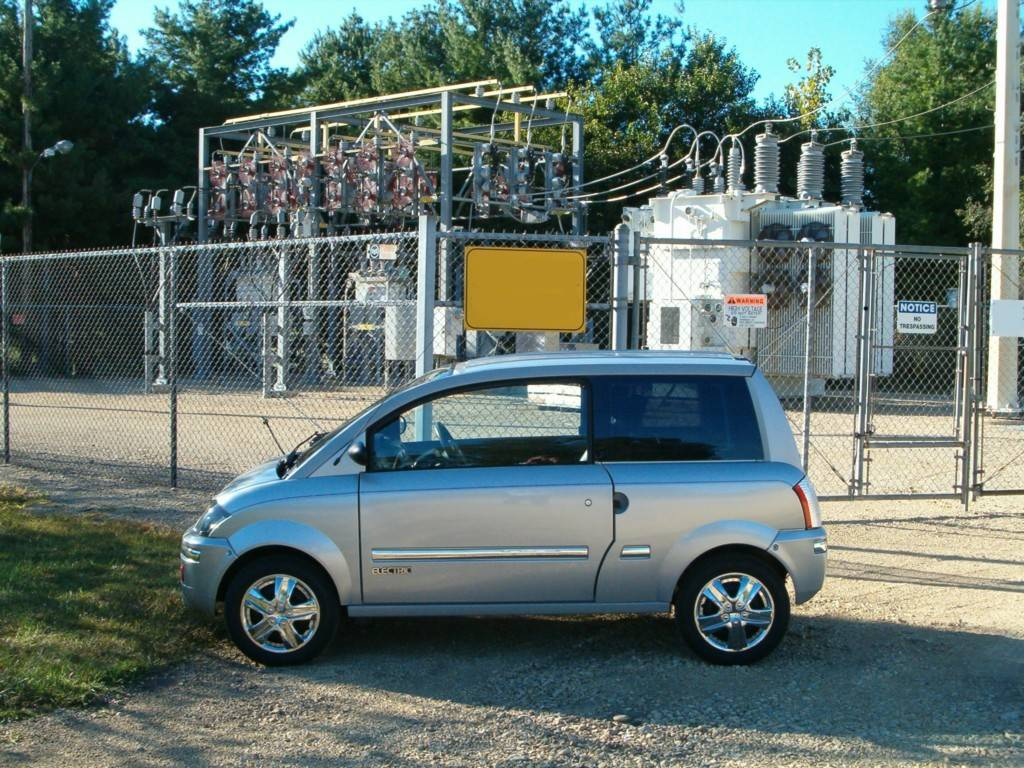
Zenn EV w 2012

Zenn Motor Company – dawny kanadyjski producent elektrycznych samochodów z siedzibą w Toronto  działający w latach 2000–2010.

## Historia

### Feel Good Cars
Na początku XXI wieku fotograf Ian Clifford i pochodzący z Polski menedżer z branży informatycznej Marek Warunkiewicz założyli w mieście Toronto małe przedsiębiorstwo Feel Good Cars, za cel obierając wprowadzenie do sprzedaży taniego, niewielkiego samochodu elektrycznego. Kanadyjska firma nawiązała w tym celu współprace z francuskim producentem mikrosamochodów Microcar, zapożyczając z jego oferty spalinowy model MC2.

### Zenn
W 2006 roku przedsiębiorstwo zmieniło nazwę na Zenn Motor Company, czerpiąc ją jako skrót od słów Zero Emissions, No Noise. W maju tego roku zaprezentowano pojazd Zenn EV będący konwersją francuskiego Microcara na w pełni elektryczny samochód niskich prędkości, tzw. neighborhood electric vehicle. Oferowany zarówno w rodzimej Kanadzie, jak i sąsiednich Stanach Zjednoczonych i wybranych krajach europejskich pod nazwą Microcar Zenn samochód wytwarzano przez 4 lata. W 2010 roku zdecydowano się zakończyć produkcję EV w zakładach w Saint-Jérôme w Quebec, a firma Zenn pozostała odtąd nieaktywna.

## Modele samochodów

### Historyczne
- EV (2006–2010)